# Desaniversário

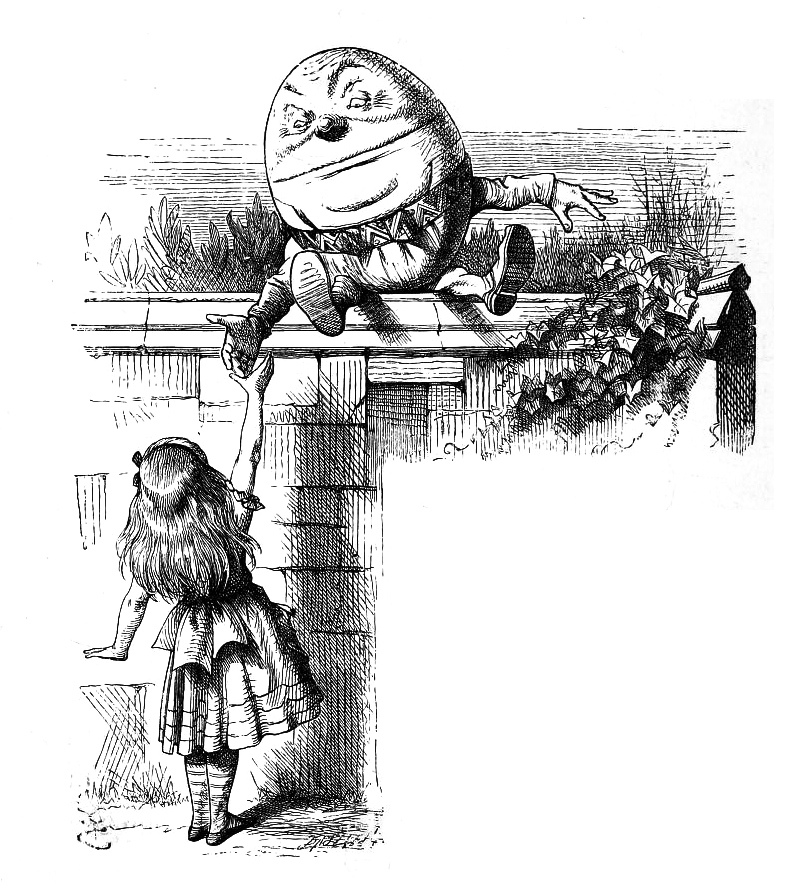
Humpty Dumpty usando a gravata que ganhou como presente de desaniversário do Rei e Rainha Vermelhos. De Alice Através Do Espelho, ilustração por John Tenniel.

Um desaniversário é um evento que pode ser comemorado em qualquer dia que não seja a data do seu aniversário. A palavra é um neologismo adotado por Lewis Carroll em Alice Através Do Espelho (termo original em inglês un-birthday), que deu origem à canção "Feliz Desaniversário" no filme animado da Disney, Alice No País Das Maravilhas.
Em Alice Através Do Espelho, Humpty Dumpty está usando uma gravata (que Alice confunde com um cinturão) que lhe é entregue como um "presente de desaniversário" pelo Rei e Rainha de Copas. Ele faz, então, com que Alice calcule o número de desaniversários em um ano.
No filme Alice No País Das Maravilhas, Alice se depara com o Chapeleiro Maluco, a Lebre de Março e o Dormidongo em uma festa de desaniversário, cantando "Feliz Desaniversário" (música e letra por Sammy Fain e Bob Hillard). No começo, Alice não entende o que é um desaniversário: quando o Chapeleiro Maluco dá a explicação, ela acaba percebendo que também é o seu desaniversário, e ganha um bolo de desaniversário do Chapeleiro Maluco. A cena do filme combina a ideia de um desaniversário introduzida em Alice Através Do Espelho com a festa do chá descrita no livro Alice’s Adventures In Wonderland.
A festa de desaniversário também é o assunto de uma revista em quadrinhos de 1951, lançada para coincidir com o filme. A versão em quadrinhos é substancialmente maior (contendo 32 páginas) do que a cena do filme animado, e nela Alice é convidada à festa de desaniversário de Tweedledum e Tweedledee (que na verdade não estão presentes na festa de desaniversário). Humpty Dumpty é um personagem na versão em quadrinhos, mas não da mesma maneira que ele aparece em Alice Através Do Espelho.
"UnBirthday" também é uma música de Pogo do álbum Wonderland. A música inclui amostras da cena de desaniversário de Alice No País Das Maravilhas.